# 東名厚木病院
社会医療法人社団　三思会　東名厚木病院（しゃかいいりょうほうじんしゃだん　さんしかい　とうめいあつぎびょういん）は、神奈川県厚木市にある医療機関である。24時間救急医療体制。

## 概要
東名高速道路厚木ICの程近くに位置する。外来部門に位置づけられる「とうめい厚木クリニック」や健診施設である「東名厚木メディカルサテライトクリニック」を併設。地域医療支援病院、神奈川県がん診療連携指定病院、管理型医師臨床研修指定病院の承認を受けている。摂食嚥下ケアに精力的に取り組んでおり、TV番組や雑誌で紹介されることがある。救急車の受入れ台数が厚木市内で最も多く、がん診療にも力を入れている。

## 沿革
- 1981年（昭和56年） -　厚木市船子に東名厚木病院を開設
- 1984年（昭和59年） -　医療法人認可
- 1986年（昭和61年） -　人工透析部門を設置。「透析センター」として現在に至る
- 1998年（平成10年） -　病院機能評価「一般種別A」認定（県下第1号）
- 1999年（平成11年） -　特定医療法人認可
- 2003年（平成15年） -　医師臨床研修指定医療機関認定
- 2009年（平成21年）4月 - 社会医療法人認可（県下第1号）
- 2011年（平成23年） -　地域医療支援病院認定
- 2020年（令和2年）　-　神奈川県がん診療連携指定病院の指定を受ける

## 診療科
- 内科
- 循環器内科
- 消化器内科
- 肝臓内科
- 呼吸器内科
- 腎臓内科
- 糖尿病・代謝内科
- 人工透析内科
- 神経内科
- 総合診療科
- 外科
- 消化器外科
- 乳腺外科
- 血管外科
- 呼吸器外科
- 整形外科
- 形成外科
- 美容外科
- 脳神経外科
- 救急科
- 泌尿器科
- 婦人科
- 眼科
- 麻酔科
- 精神科
- 皮膚科
- リハビリテーション科
- アレルギー科
- リウマチ科
- 放射線科
- 放射線診断科
- 放射線治療科
- 緩和ケア内科

## 出版物
- 東名厚木病院摂食・嚥下チーム 著、メディカルレビュー社 編『早期経口摂取実現とQOLのための摂食・嚥下リハビリテーション : 急性期医療から「食べたい」を支援するために』日清オイリオグループ、2010年8月。 NCID BB03762346。

## 関連施設
- とうめい厚木クリニック ： 病院に併設。外来診療を担う。
- 東名厚木メディカルサテライトクリニック ： 病院に併設。人間ドック及び健診業務を行う。
- 介護老人保健施設さつきの里あつぎ ： 市内での開設第1号となる介護老人保健施設。
- 愛川クリニック ： 2013年愛川町中津に開院。人工透析及び内科診療を実施。
- とうめい綾瀬腎クリニック　：　2017年綾瀬市深谷に開院。綾瀬市初の人工透析施設。
- 訪問看護ステーションさつき
- 訪問看護ステーションもみじ
- 厚木市南毛利包括支援センター
- 東名厚木病院居宅介護支援センター

- 特別養護老人ホーム　はなの家とむろ ： 関連法人の社会福祉法人康仁会が運営。
- 新横浜メディカルサテライト健診センター
- 多機能型事業所にじいろ
- 看護小規模多機能型居宅介護事業いわしぐも
- サービス付き高齢者住宅マザーホーム戸室
- 居宅介護支援センター
- 厚木市南毛利地域包括支援センター
- 介護老人保健施設　なでしこの里 リハビリひらつか：2019年1月開設。介護老人保健施設。入所定員は100名。
- Yangon Japan Medical Centre：2019年開設。
- とうめい宮の里クリニック：2022年厚木市宮の里に開院。総合診療科、内科、整形外科を診療。

## 交通アクセス
- 小田急線本厚木駅より徒歩20分（無料送迎バスあり）。
- 小田急線本厚木駅より神奈中バス「船子停留所」下車後徒歩3分。
- 小田急線愛甲石田駅より徒歩15分（無料送迎バスあり）。